# 列斯 (莱里达省)
列斯（西班牙語：Lles）是西班牙加泰罗尼亚莱里达省的一个市镇。 总面积103平方公里，总人口279人（2001年），人口密度3人/平方公里。